# سودابه خسروی
سودابه خسروی (زاده ۲۰ بهمن ۱۳۴۵ - اراک) چهره‌پرداز سینما اهل ایران است.

## زندگی‌نامه
سودابه خسروی دانش آموختهٔ رشتهٔ عکاسی از دانشگاه تهران است. وی ادامهٔ تحصیلات خود را با شرکت در آزمون ورودی حوزه هنری زیر نظر جلال معیریان ادامه داد و سپس به عنوان دستیار وی، فعالیت حرفه‌ای خود را در رشته چهره‌پردازی آغاز کرد.

## جوایز
- برنده جایزه تندیس زرین بهترین چهره پردازی از چهاردهمین دورهجشن بزرگ سینمای ایران برای فیلم سینمایی «شبانه روز».
- نامزد دریافت تندیس زرین بهترین چهره‌پردازی از شانزدهمین دوره جشن بزرگ سینمای ایران برای فیلم سینمایی «طبقه هساث».
- نامزد دریافت سیمرغ بلورین بهترین چهره‌پردازی از سی و پنجمین دوره جشنواره فیلم فجر برای فیلم «اسرافیل».
- نامزد دریافت سیمرغ بلورین بهترین چهره‌پردازی از سی و دومین دوره جشنواره فیلم فجر برای فیلم «شیار ۱۴۳».
- نامزد دریافت سیمرغ بلورین بهترین چهره‌پردازی از بیست و هشتمین دوره جشنواره فیلم فجر برای فیلم «شبانه روز».
- نامزد دریافت سیمرغ بلورین بهترین چهره‌پردازی از بیست و چهارمین دوره جشنواره فیلم فجر برای فیلم «شوریده».

## فیلم‌شناسی

### طراح چهره‌پردازی
1. آهنگ دو نفره (۱۳۹۹)
2. بی صدا حلزون (۱۳۹۸)
3. قتل عمد (۱۳۹۸)
4. ایده اصلی (۱۳۹۷)
5. بی وزنی (۱۳۹۷)
6. جانان (۱۳۹۷)
7. چهل و هفت (۱۳۹۷)
8. «زعفرانیه ۱۴ تیر» به کارگردانی سیدعلی هاشمی (۱۳۹۷)
9. لالاكن (۱۳۹۷)
10. بهت (۱۳۹۶)
11. «زرد» به کارگردانی مصطفی تقی‌زاده (۱۳۹۵)
12. «اسرافیل» به کارگردانی آیدا پناهنده (۱۳۹۵)
13. تمريني براي اجرا (۱۳۹۴)
14. «تیک آف» (جاده کمکی) به کارگردانی احسان عبدی‌پور (۱۳۹۴)
15. جاودانگي (۱۳۹۴)
16. دختر (۱۳۹۴)
17. گيتا (۱۳۹۴)
18. «نگار» به کارگردانی رامبد جوان (۱۳۹۴)
19. «وارونگی» به کارگردانی بهنام بهزادی (۱۳۹۴)
20. «یک دزدی عاشقانه» به کارگردانی امیر شهاب رضویان (۱۳۹۴)
21. «ارغوان» به کارگردانی امید بنکدار و کیوان علیمحمدی (۱۳۹۳)
22. «دوران عاشقی» به کارگردانی علیرضا رئیسیان (۱۳۹۳)
23. «عصر یخبندان» به کارگردانی مصطفی کیایی (۱۳۹۳)
24. «ناهید» به کارگردانی آیدا پناهنده (۱۳۹۳)
25. «تراژدی» به کارگردانی آزیتا موگویی (۱۳۹۲)
26. «زندگی جای دیگریست» به کارگردانی منوچهر هادی (۱۳۹۲)
27. «سیزده» به کارگردانی هومن سیدی (۱۳۹۲)
28. «شیار ۱۴۳» به کارگردانی نرگس آبیار (۱۳۹۲)
29. «طبقه هساث» به کارگردانی کمال تبریزی (۱۳۹۲)
30. «فردا» به کارگردانی مهدی پاکدل و ایمان افشاریان (۱۳۹۲)
31. «مردن به وقت شهریور» به کارگردانی هاتف علیمردانی (۱۳۹۲)
32. «ملبورن» به کارگردانی نیما جاویدی (۱۳۹۲)
33. «فرزند چهارم» به کارگردانی وحید موسائیان (۱۳۹۱)
34. «قاعده تصادف» به کارگردانی بهنام بهزادی (۱۳۹۱)
35. «گام‌های شیدایی» به کارگردانی حمید بهمنی (۱۳۹۱)
36. «من همسرش هستم» به کارگردانی مصطفی شایسته (۱۳۹۰)
37. «آفریقا» به کارگردانی هومن سیدی (۱۳۸۹)
38. «آقا یوسف» به کارگردانی علی رفیعی (۱۳۸۹)
39. «سوت پایان» به کارگردانی نیکی کریمی (۱۳۸۹)
40. «آل» به کارگردانی بهرام بهرامیان (۱۳۸۸)
41. «چهره به چهره» به کارگردانی علی ژکان (۱۳۸۷)
42. «خاطره» به کارگردانی نادر طریقت (۱۳۸۷)
43. «شبانه روز» به کارگردانی امید بنکدار و کیوان علیمحمدی (۱۳۸۷)
44. «صبح روز هفتم» به کارگردانی سیدمسعود اطیابی (۱۳۸۷)
45. «کتاب قانون» به کارگردانی مازیار میری (۱۳۸۷)
46. «مدیوم» به کارگردانی علی توکل نیا (۱۳۸۷)
47. «آن مرد آمد» به کارگردانی حمید بهمنی (۱۳۸۶)
48. «به همین سادگی» به کارگردانی رضا میرکریمی (۱۳۸۶)
49. «کنعان» به کارگردانی مانی حقیقی (۱۳۸۶)
50. «پارک وی» به کارگردانی فریدون جیرانی(۱۳۸۵)
51. «تله روباه» به کارگردانی علیرضا اسحاقی (۱۳۸۵)
52. «ستایش» به کارگردانی محمدرضا رحمانی (۱۳۸۵)
53. «شبانه» به کارگردانی امید بنکدار و کیوان علیمحمدی (۱۳۸۴)
54. «رستگاری در هشت و بیست دقیقه» به کارگردانی سیروس الوند (۱۳۸۳)
55. «شوریده» به کارگردانی محمدعلی سجادی (۱۳۸۳)
56. «هشت پا» به کارگردانی علیرضا داوودنژاد (۱۳۸۳)
57. «یک شب» به کارگردانی نیکی کریمی (۱۳۸۳)
58. «باج خور» به کارگردانی فرزاد مؤتمن (۱۳۸۲)
59. «جنایت» به کارگردانی محمدعلی سجادی (۱۳۸۲)
60. «شکلات» به کارگردانی افشین شرکت (۱۳۸۲)
61. «ملاقات با طوطی» به کارگردانی علیرضا داوودنژاد (۱۳۸۲)
62. «گاهی به آسمان نگاه کن» به کارگردانی کمال تبریزی (۱۳۸۱)
63. «خواب سفید» به کارگردانی حمید جبلی (۱۳۸۰)
64. «کاغذ بی خط» به کارگردانی ناصر تقوایی (۱۳۸۰)

### چهره‌پرداز
- گیرنده (۱۳۹۰)
- شکارچی شنبه (۱۳۸۸)
- آدم (۱۳۸۵)
- همسر دلخواه من (۱۳۷۹)
- پرتگاه (۱۳۷۲)
- کارو (فیلم ۱۳۹۸)